# 웨닝거 다면체 모델의 목록
웨닝거 다면체 모델의 목록은 마그누스 웨닝거가 그의 책 '다면체 모델'에 수록한 다면체의 목록을 말한다.

## 정다면체
W1부터 W5까지이다.

## 아르키메데스의 다면체
아르키메데스의 다면체가 W6부터 W18 까지이다.

## 케플러-푸앵소 다면체
케플러-푸앵소 다면체는 W20, W21, W22, W41을 차지한다.

## 별모양화다면체
정팔면체의 별모양화가 W19, 정십이면체의 별모양화가 W20, W21, W22 (모두 케플러-푸앵소 다면체), 정이십면체의 별모양화가 W23~W42 (W41은 케플러-푸앵소 다면체), 십이이십면체의 별모양화가 W47~W66을 차지한다.

## 볼록하지 않은고른 다면체
W67 ~ W119을 차지한다.

## 같이 보기
- 마그누스 웨닝거
- 다면체 모델